# Francesco Ognibene
Francesco Ognibene (Palermo, 10 novembre 1785 – Palermo, 10 luglio 1837) è stato un pittore e incisore italiano del periodo neoclassico.

## Biografia
Francesco Ognibene, figlio di Gaetano (tra i maggiori autori di collages siciliani) e Concetta Costa, era un giovane artista nato a Palermo nel 1785. A detta di Agostino Gallo studiò pittura per due anni a Napoli con Giuseppe Sciabbas e Carlo Borelli, e poi a Palermo. Era un allievo di Giuseppe Velasco e successivamente di Vincenzo Riolo, un altro pittore siciliano genero di Velasco, e presto si distinse per le sue abilità artistiche. In seguito si recò a Roma dove soggiornò per ben 10 anni. Cominciò a studiare l’incisione sotto Pietro Nocera e Melchiorre di Bella in compagnia di Pietro Vaincher.
Tuttavia Ognibene aveva un carattere malinconico e spesso si lasciava prendere dalla tristezza. Infatti era incline al suicidio, tanto che alla fine fu rinchiuso in un manicomio per proteggerlo da se stesso.
Racconta Agostino Gallo che dopo che Ognibene provò a ferirsi il collo con un rasoio, Gallo gli salvò la vita e Ognibene gli ribatté che doveva lasciarlo morire.
Gallo gli diede del brodo con l'uovo e una pagnotta e Ognibene la divise con un povero che scorse dal balcone. 
Sempre secondo Gallo, la sua pazzia è da attribuire ad un episodio avvenuto nel 1834, quando furono tolti ad Ognibene diversi suoi quadri della chiesa dei Liguorini all'Uditore. Inoltre nello stesso periodo Giambattista Bertino rovinò completamente un'opera che costò due mesi di duro lavoro ad Ognibene, solo perché aveva un piccolo difetto.
Malgrado questi problemi, Francesco realizzò numerose opere. Era soprattutto noto per i suoi ritratti e i dipinti a soggetto religioso e mitologico. Fu anche chiamato a disegnare le illustrazioni per la "Fata galante" e il "Don Chisciotte" di Giovanni Meli, due famose poesie siciliane dell'epoca. Inoltre, nel 1835 sotto la supervisione dell'adornista Vincenzo Li Greci, eseguì degli affreschi per la  Villa Castelnuovo ai Colli, una prestigiosa residenza siciliana.
Ognibene lasciò una serie di quadri di grande valore artistico, soprattutto di argomento religioso, che ancora oggi sono presenti nelle chiese siciliane. Tra le sue opere più famose si possono citare quelle conservate presso la chiesa di Santa Maria la Croce a Regalbuto, il palazzo Abatellis a Palermo e, sempre nel capoluogo siciliano, nelle chiese di Santi Filippo e Giacomo e Santa Lucia. Fu anche maestro del pittore Francesco Zerilli.
Morì durante l'epidemia di colera del 1837 insieme a tanti artisti dell'epoca come i già citati Riolo e Zerilli. Si sposò con Valeria Fiorelli (figlia dell'architetto Vincenzo Fiorelli), che morì anche lei a causa del colera. Per proteggere i figli, vennero rinchiusi nell'interrato del loro palazzo, finché il primogenito Gaetano scappò fino a Napoli. Lì si dedicò ad affrescare alcune chiese vesuviane come faceva il defunto padre Francesco.

## Opere
Tra le varie opere ricordiamo le seguenti, elencati anche nel libro Memorie sulla Sicilia e Enciclopedia della Sicilia:

### Affreschi
- il Giudizio di Paride nella volta della casa di Pasquale Rinaldi a Petralia Soprana
- La divisione di Ettore da Andromaca con il figlio Astianatte nella volta della casa di Salvatore Malato a Trapani, e le soprapporte rappresentanti Le avventure di Telemaco
- Soprapporte rappresentanti storia sacra presso la casa del barone Consiglio a Sciacca
- Storie mitologiche di Diana e di Apollo presso Real Casina di Caccia di Ficuzza, lavoro pagatogli onze 200
- Affreschi che occupano i pennacchi e le lunette della cupola del Salone presso Palazzo Cottone di Villa Castelnuovo[12]. In particolare:
- Sileno ubriaco sull'asino
- Cerere che insegna ad un angelo ad arare la terra
- Donna che munge un bovino
- Minerva che ammaestra nella scienza agraria un giovinetto
- Infine ai quattro spigoli della cupola in chiaro-scuro il disegno delle quattro stagioni

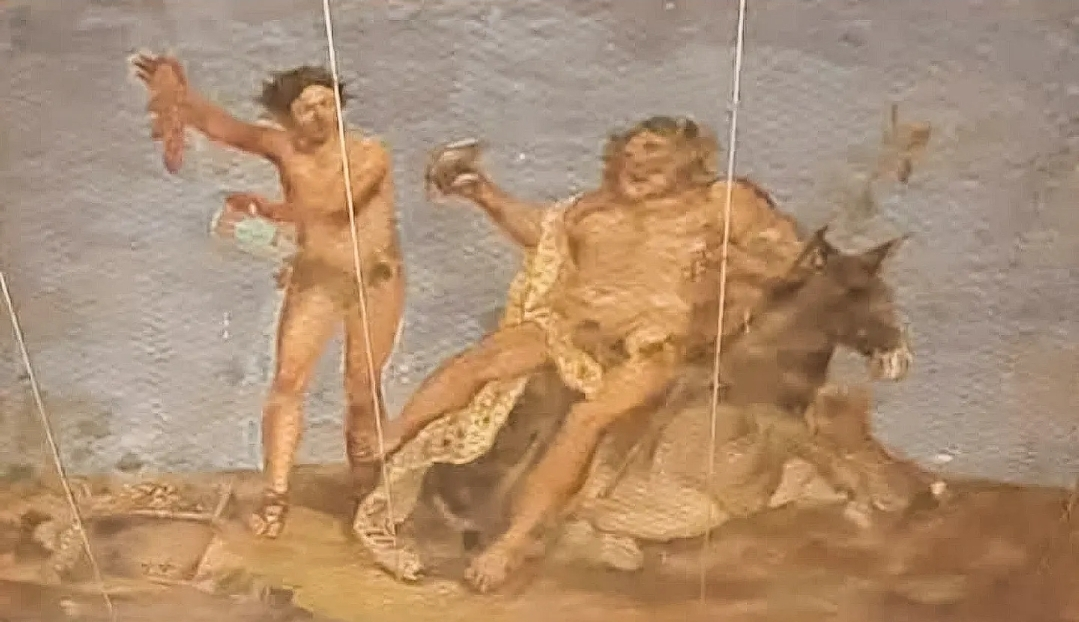
Sileno ubriaco sull'asino, 1835

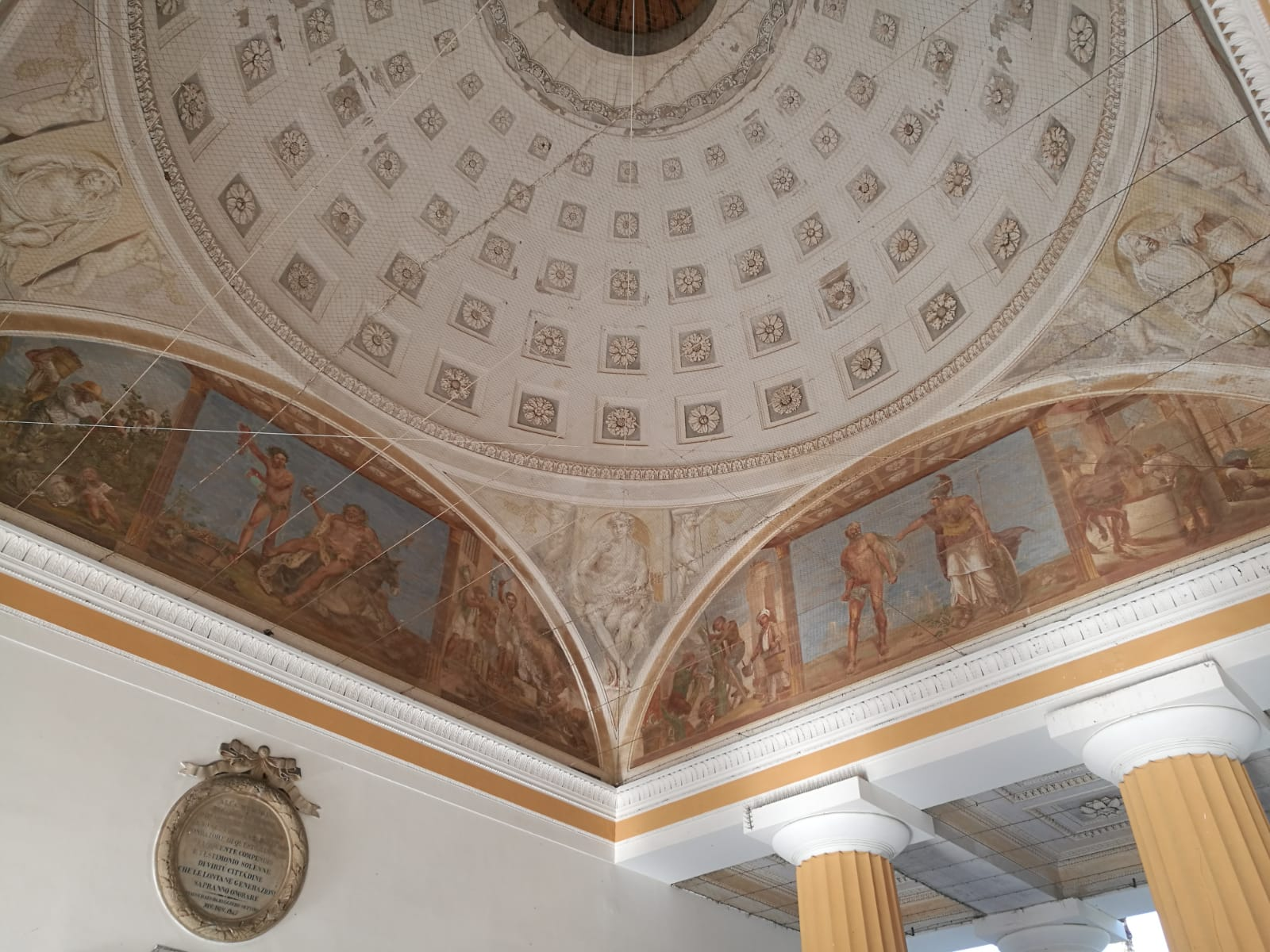
Alcuni affreschi e disegni in chiaro-scuro presso la cupola di Villa Castelnuovo dipinti da Ognibene, 1835

### Incisioni e Collage
Illustrò i poemetti Don Chisciotte e Fate Galanti di Giovanni Meli e alcuni suoi fogli sono conservati presso la collezione di Sgadari lo Monaco presso la Galleria Regionale di Palermo, dove si trova firmato l'unico collage a soggetto sacro raffigurante La Trinità e le Anime purganti.
Altri suoi lavori:

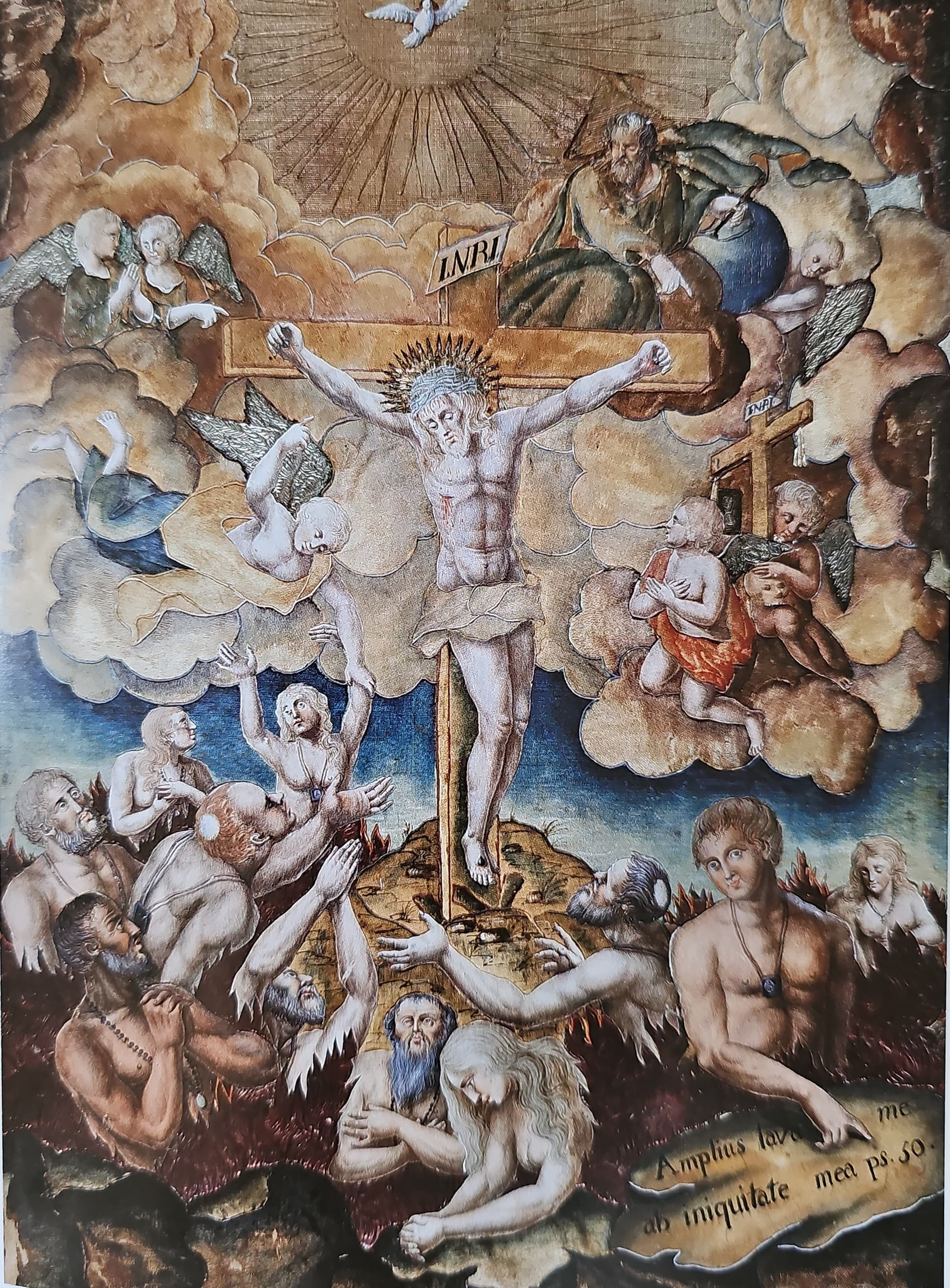
Trinità con Anime Purganti (1822), 44,7 x 31,5 cm

- ’’La Madonna di Porto Salvo’’ a bulino
- ‘’L’Immacolata Concezione’’ sul disegno di ‘’La Farina’’, rame a bulino fatto per Cefalù
- Un Crocifisso a bulino per Nicosia
- Molti papiri greci per Monsieur Haiter
- ‘’La beata Vergine col Cristo morto in braccio’’
- ‘’Rame con Putti’’ nel libro ‘’Cerere Ferdinandea’’ di Giuseppe Piazzi
- ‘’Reale Osservatorio di Palermo’’ nel libro omonimo di Giuseppe Piazzi
- ‘’Ritratto di Ferdinando III’’
- ‘’Ritratto di Vincenzo Puglia’’
- ‘’Ritratto di Marchese Cardillo’’
- Ritratto di Albrecht Schønberg
- Scoperta del primo pianeta di Cerere nel libro Posizioni medie delle stelle principali non variabili all'inizio dell'anno di Giuseppe Piazzi
- Trenta rami di oggetti di Storia naturale per Rafinesque
- Ritratto e cenotafio del general Fortiguerri nel libro ‘’Orazione funebre’’ di Michelangelo Monti
- Santa Rosalia collo stendardo in mano 1820
- Tre rami di anatomia per l’opera ‘’Catechismo per i Salassatori’’ di Giovanni Gorgoni
- Quaranta rami per la flora siciliana di Vincenzo Tineo
- Quattro rami rappresentanti alcuni quadri del principe di Cutò

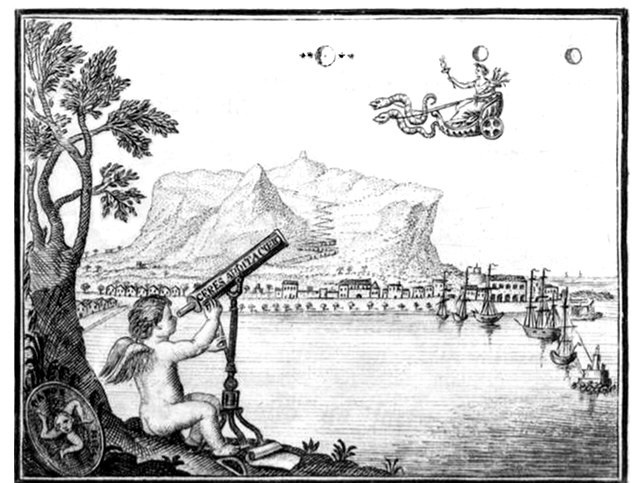
Rame con Putti, 1802

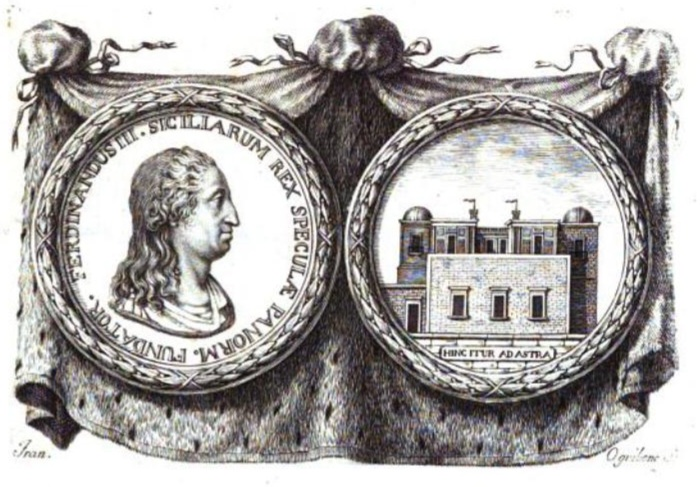
Ritratto di Ferdinando III e del Reale Osservatorio, 1806

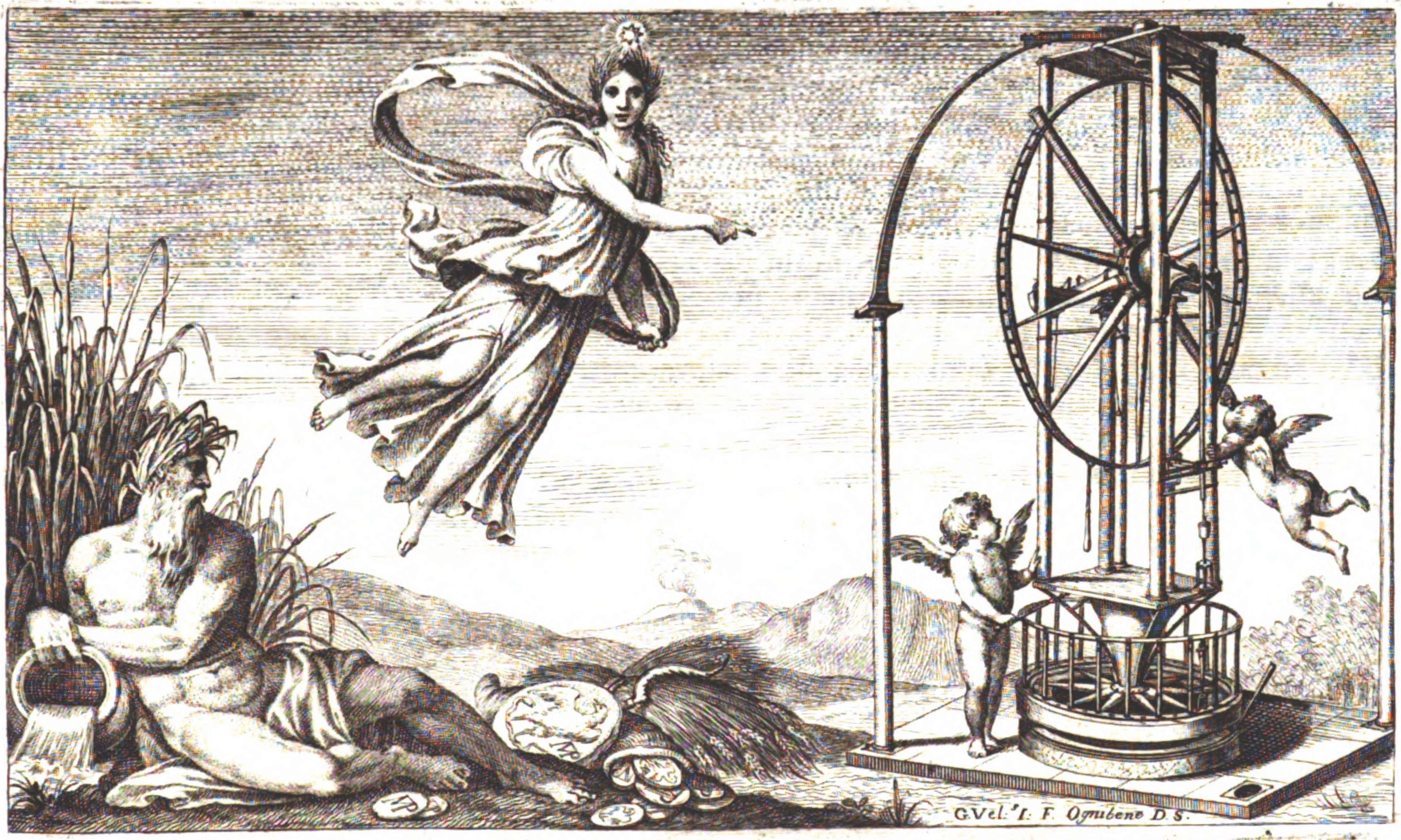
Scoperta del primo pianeta di Cerere, 1814

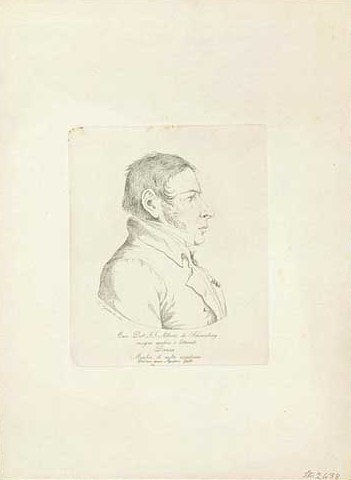
Ritratto del danese Albrecht Schønberg, 1820

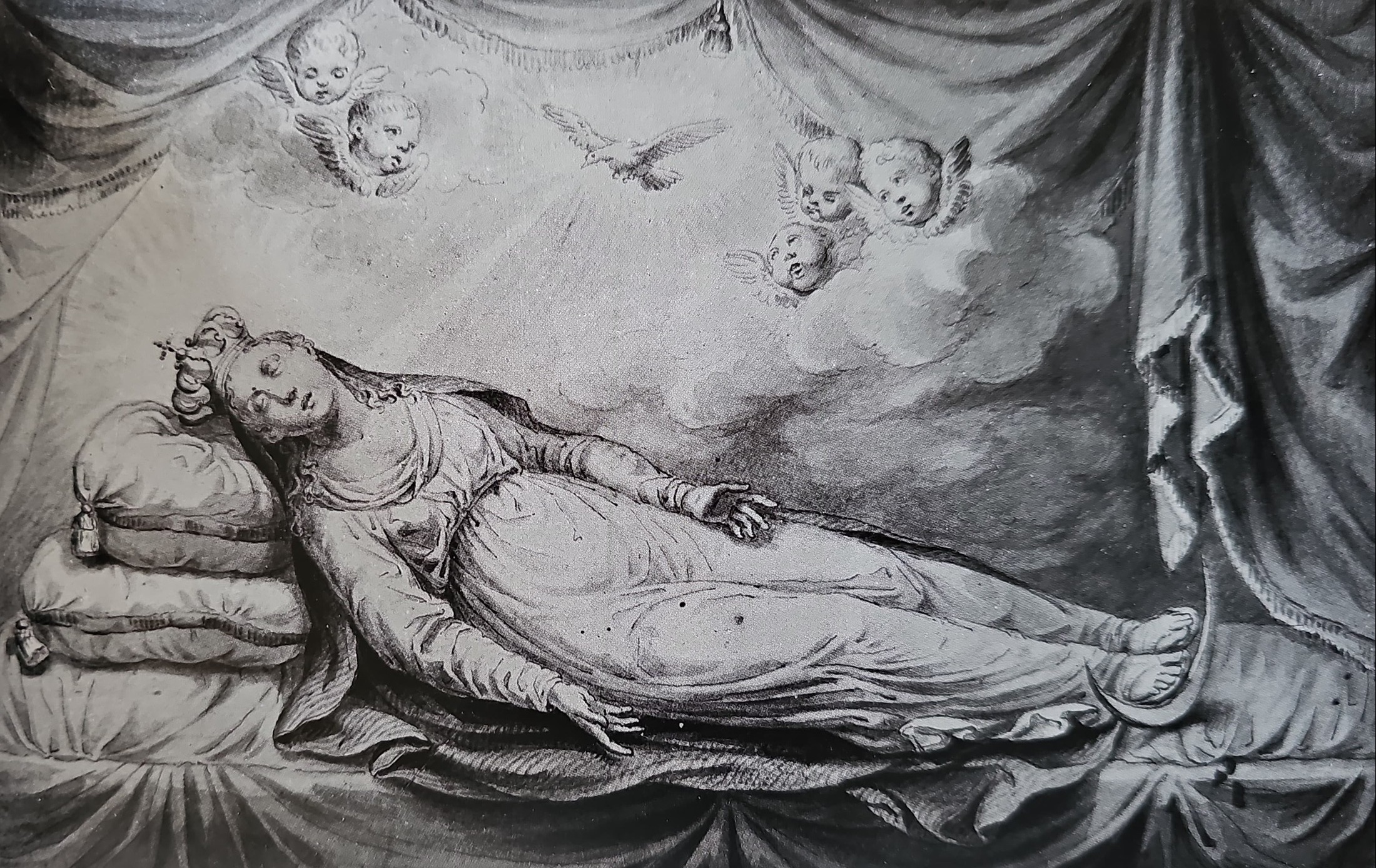
Dormitio Virginis

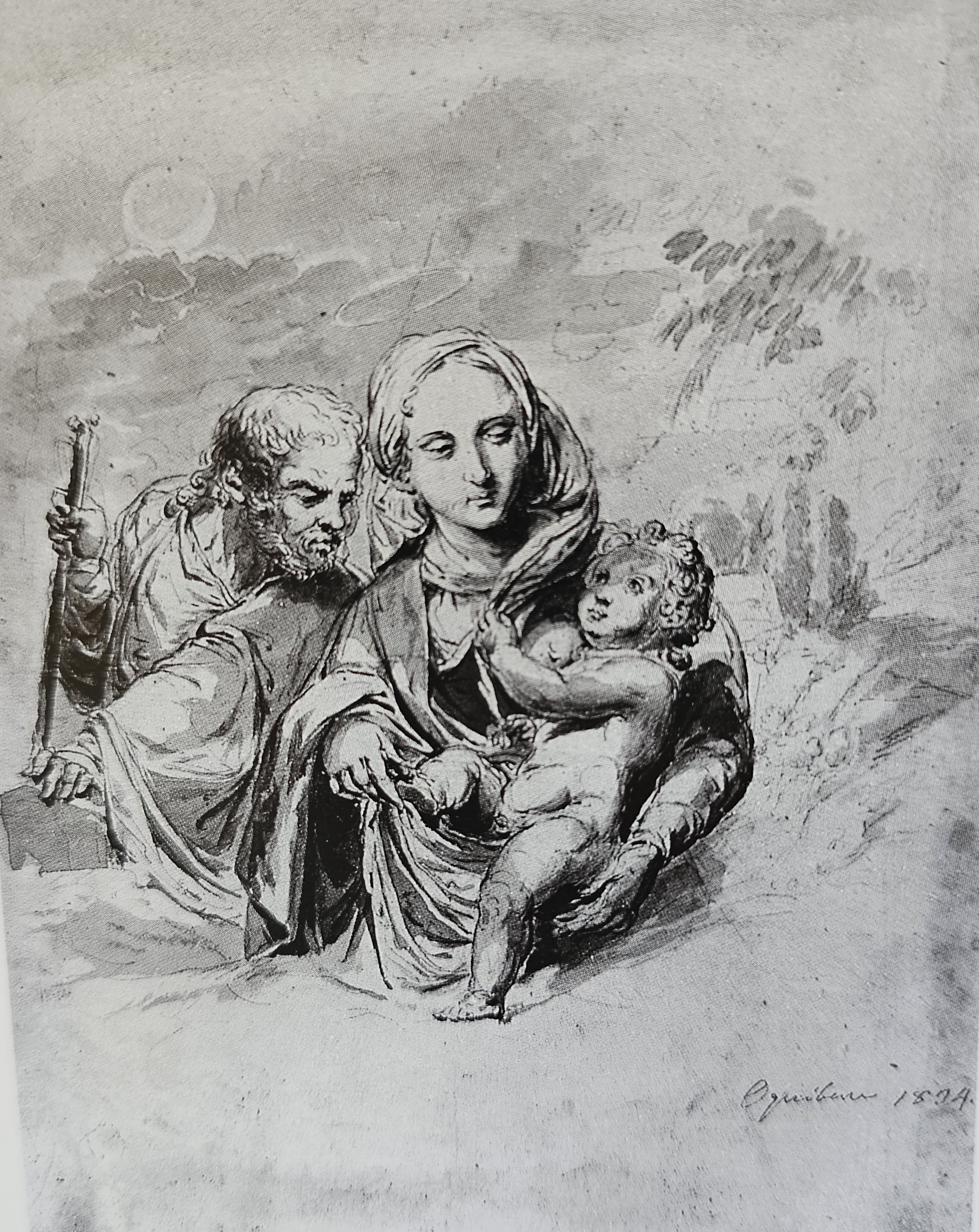
Sacra Famiglia, 1834

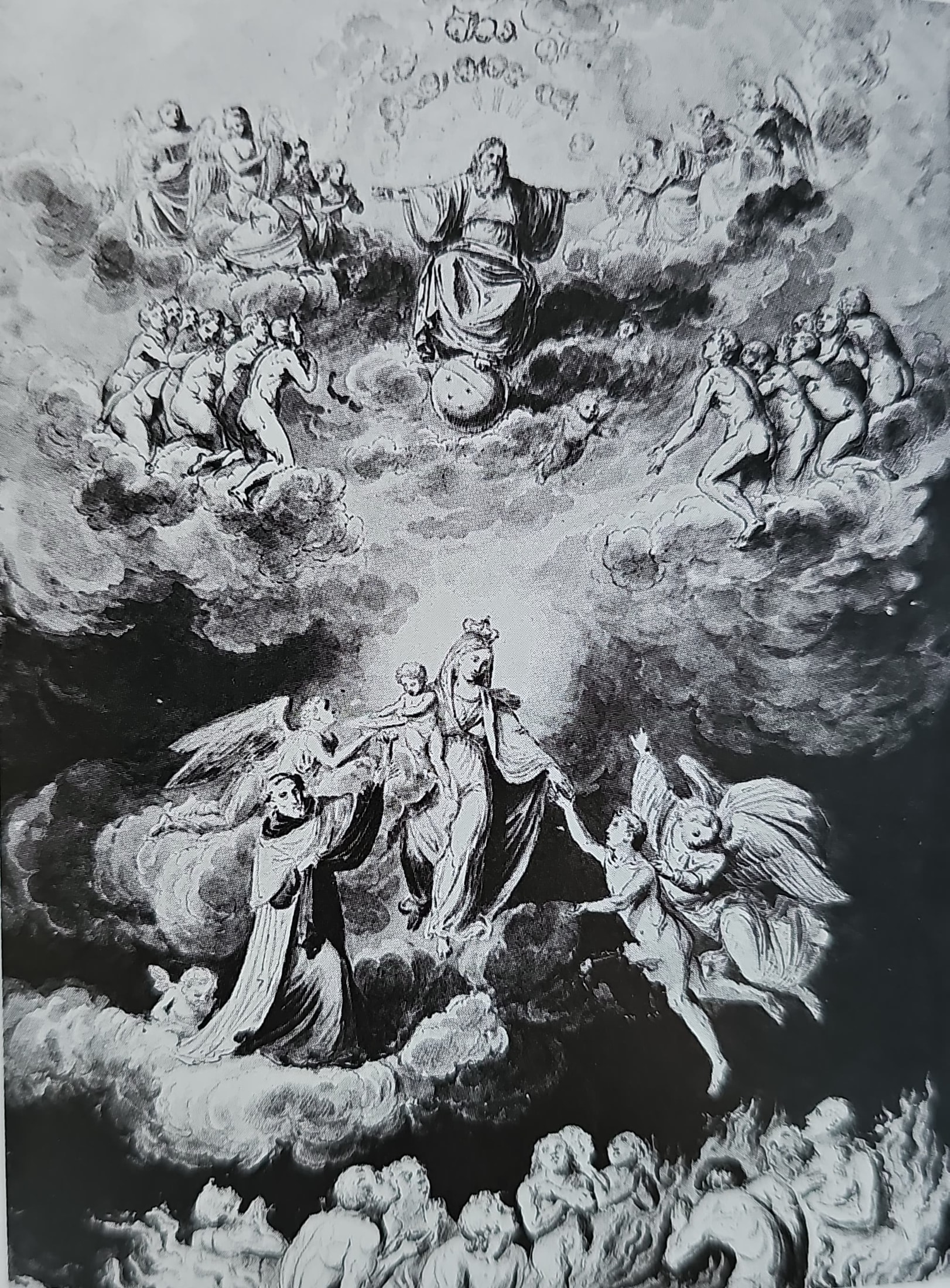
La Madonna del Carmelo intercede per le Anime Purganti

### Dipinti
- Madonna del Rosario presso Chiesa di San Domenico, Palermo
- Santa Rosa di Lima presso Chiesa di Santa Lucia del Borgo, Palermo
- San Benedetto presso Chiesa di Santa Maria la Croce, Regalbuto
- San Basilio Magno, in concorrenza con Patania e Farina, presso Monastero Basiliano del SS. Salvatore della Placa, Randazzo
- San Luigi Gonzaga vestito da spagnolo che presenta il giglio della purità alla Madonna presso Chiesa dei Santi Filippo e Giacomo a Porta Carini, Palermo
- La Trinità presso Chiesa di San Giusto, Monreale e altri quadri nelle volte
- Sant'Isidoro che fa scaturire l'acqua e nella parte superiore La Beata Vergine con il bambino nella chiesa di Sant'Isidoro nel feudo di Baucina e Calamigna

## Riconoscimenti
In suo ricordo è stata dedicata una strada di Palermo, Via Francesco Ognibene, vicino via Olivella.